# 日本下水道事業団法
日本下水道事業団法（にほんげすいどうじぎょうだんほう、昭和47年5月29日法律第41号）は、日本下水道事業団に関する日本の法律である。

## 構成
- 第1章 総則（第1条~第7条）
- 第2章 設立（第8条~第12条）
- 第3章 管理（第13条~第25条）
- 第4章 業務（第26条~第36条）
- 第5章 財務及び会計（第37条~第48条）
- 第6章 監督（第49条~第50条）
- 第7章 補則（第51条~第52条）
- 第8章 罰則（第53条~第55条）
- 附則

## 資格
- 下水道管理技術認定試験